# Marie-France Dubreuil
Marie-France Dubreuil (* 11. August 1974 in Montreal, Québec) ist eine ehemalige kanadische Eiskunstläuferin, die im Eistanz startete. Mit Patrice Lauzon wurde sie fünfmal Kanadische Meisterin und vertrat Kanada bei den Olympischen Winterspielen 2002 und 2006. Nach ihrer Wettbewerbskarriere wurde sie Trainerin vieler erfolgreicher Eistanzpaare.

## Karriere als Sportlerin
Dubreuil wollte im Alter von fünf Jahren Eiskunstlaufunterricht nehmen und bekam daraufhin von ihrer Großmutter Schlittschuhe geschenkt. Mit zehn Jahren begann sie mit dem Eistanzen. Mit Bruno Yvars gewann sie 1990 die Bronzemedaille bei den Juniorenweltmeisterschaften.
1995 wurde Patrice Lauzon Dubreuils Eistanzpartner. Im Jahr 2000 wurden sie erstmals kanadische Meister und debütierten daraufhin bei den Vier-Kontinente-Meisterschaften, bei der sie auf Anhieb die Silbermedaille gewinnen konnten. Ihr Weltmeisterschaftsdebüt beendeten sie wenig später auf dem zehnten Platz. Bei Vier-Kontinente-Meisterschaften errangen Dubreuil und Lauzon noch drei weitere Medaillen. 2001 gewannen sie Bronze, 2004 Silber und 2007 schließlich die Goldmedaille. Bei Weltmeisterschaften gewannen sie ihre einzigen Medaillen 2006 und 2007, als sie hinter den Bulgaren Albena Denkowa und Maxim Stawiski Vize-Weltmeister wurden. Zweimal nahmen die fünffachen kanadischen Meister an Olympischen Winterspielen teil. 2002 wurden sie Zwölfte und 2006 mussten sie zurückziehen, da Dubreuil bei einer Hebefigur am Ende des Originaltanzes gestürzt war.
Am 20. Mai 2008 verkündeten Dubreuil und Lauzon ihren Rücktritt vom Wettkampfsport. Im August 2008 heirateten sie.

## Karriere als Trainerin
2014 gründete Marie-France Dubreuil mit Patrice Lauzon und dem früheren französischen Eistänzer Romain Haguenauer die Ice Academy of Montreal (kurz I.AM). Ab 2016 trainierten sie Tessa Virtue und Scott Moir, die gegen Ende der Wettbewerbskarriere von Dubreuil und Lauzon zu ihrer Hauptkonkurrenz gehört hatten und die unter ihrem Training das Grand-Prix-Finale, die Vier-Kontinente-Meisterschaften, die Weltmeisterschaften und die Olympischen Winterspiele gewannen.
Ab der Saison 2014/15 trainierte Dubreuil zusammen mit Lauzon und Haguenauer die Olympiasieger von 2022 und fünfmaligen Weltmeister Gabriella Papadakis und Guillaume Cizeron, außerdem zahlreiche weitere der höchstgerankten Eistanzpaare, darunter Madison Hubbell und Zachary Donohue, Madison Chock und Evan Bates, Kaitlin Hawayek und Jean-Luc Baker, Olivia Smart und Adrián Díaz, Laurence Fournier Beaudry und Nikolaj Sørensen, Misato Komatsubara und Tim Koleto, Lilah Fear und Lewis Gibson, Allison Reed und Saulius Ambrulevičius sowie Marie-Jade Lauriault und Romain Le Gac.
Bei den Olympischen Winterspielen 2022 gehörten 10 der 23 antretenden und 6 der in den Top 10 abschneidenden Eistanzpaare der Ice Academy of Montreal an.
Dubreuil ist auch als Choreografin tätig. Sie choreografiert die Programme für die meisten bei ihr trainierenden Eistanzpaare. Für die Saison 2022/23 erstellte sie die Kür der japanischen Einzelläuferin Kaori Sakamoto, mit der diese die Weltmeisterschaften 2023 gewann.

## Ergebnisse

### Eistanz
(mit Patrice Lauzon)
| Olympische Winterspiele         |       |       |       |       |       |       | 12.   |       |       |       | Z     |       |
| Weltmeisterschaften             |       |       |       |       | 10.   | 11.   | 10.   | 10.   | 8.    | 7.    | 2.    | 2.    |
| Vier-Kontinente-Meisterschaften |       |       |       |       | 2.    | 3.    |       | 4.    | 2.    |       |       | 1.    |
| Kanadische Meisterschaften      | 6.    | 4.    | 4.    | 4.    | 1.    | 2.    | 2.    | 2.    | 1.    | 1.    | 1.    | 1.    |
| -                               |       |       |       |       |       |       |       |       |       |       |       |       |
| Grand-Prix-Wettbewerb / Saison  | 95/96 | 96/97 | 97/98 | 98/99 | 99/00 | 00/01 | 01/02 | 02/03 | 03/04 | 04/05 | 05/06 | 06/07 |
| Grand-Prix-Finale               |       |       |       |       |       | 6.    | 6.    | 6.    | 6.    | 5.    | 3.    | 2.    |
| Skate Canada                    |       |       |       |       | 4.    | 3.    |       | 2.    | 3.    | 2.    | 1.    | 1.    |
| Cup of Russia                   |       |       | 6.    |       | 5.    | 6.    |       |       |       |       |       |       |
| Trophée Eric Bompard            |       |       |       | 6.    |       |       |       |       | 2.    |       |       |       |
| Bofrost Cup                     |       |       |       | 8.    |       |       | 2.    | 4.    | 1.    |       |       |       |
| NHK Trophy                      |       |       |       |       |       | 4.    |       |       |       |       | 1.    | 1.    |
| Cup of China                    |       |       |       |       |       |       |       |       |       | 3.    |       |       |

- Z = Zurückgezogen

## Programme
| Saison    | Originaltanz                                                                                                | Kürtanz | Schaulaufen                                                                                   |
| --------- | --- | --- | --------------------------------------------------------------------------------------------- |
| 2006–2007 | Paya d'Ora von Del Tango de la Ciudad de Buenos Aires                                                       | At Last von Etta James | Ne Me Quitte Pas von Jacques Brel                                                             |
| 2005–2006 | Salsa- und Rhumba-Remix aus Ne me quitte pas von Jacques Brel                                               | Somewhere in Time, Filmmusik von John Berry | Ne Me Quitte Pas von Jacques Brel; Singing in the Rain von Arthur Freed                       |
| 2004–2005 | Singin' in the Rain von Arthur Freed                                                                        | Winter Vision von Scott Fitzgerald; Taboo von Peter Gabriel | Singing in the Rain von Arthur Freed                                                          |
| 2003–2004 | Americano von Renato Carosone; Why Don't You Do Right                                                       | Des Tours De Vies (Nu Tango) von Antony Rouchier; Santa Maria (del Buen Ayre) von Christoph Mullee and Edouardo Markoff; Vuelvo al sur von Astor Piazzolla; Tango Inna Babylone (Nu Tango) von Cesar Valente, Sebastien Isaia und Antony Rouchier | L'Oiseau; Glory Box von Portishead                                                            |
| 2002–2003 | At the Ball, Furioso Polka von Johann Strauss                                                               | Dance with my Heart von Majoly | Tango Medley                                                                                  |
| 2001–2002 | Yo Soy Maria; Balada Renga Para Un Organito Loco; Yo Soy Maria von Ástor Piazzolla                          | Madame Butterfly von Giacomo Puccini |                                                                                               |
| 2000–2001 | L-O-V-E von Nat King Cole; My Melancholy Baby von E. Burnette und G. A. Norton, Soundtrack aus Forget Paris | Victorious Titus aus dem Film Titus (Soundtrack von E. Goldenthal) | The Ninth Gate, Soundtrack                                                                    |
| 1999–2000 | Relax and Mambo (Machito); Magalenha; Dance with Me Soundtrack                                              | Life Is Beautiful, Soundtrack | The First Time Ever I Saw Your Face von Georges Michael; The Feeling Begins von Peter Gabriel |
| 1998–1999 | La Grimas Y Sonisas; Argentine Waltz                                                                        | The Feeling Begins von Peter Gabriel |                                                                                               |